# Jiu (flod)
Jiu (rumænsk udtale: [ʒiw] ( ( hør); ungarsk: Zsil [ʒil]; tysk: Schil or Schiel; latin: Rabon) er en flod der løber i det sydlige Rumænien. Den dannes nær Petroșani ved sammenløbet af kildefloderne Jiul de Vest og Jiul de Est.
Den løber sydpå gennem de rumænske distrikter Hunedoara, Gorj og Dolj, før den løber ud i Donau nær Zăval, et par kilometer opstrøms fra den bulgarske by Oryahovo. Den er 339 km lang, inklusive dens kildeflod Jiul de Vest. Den har et afvandingsområde på 10.080 km². Dens gennemsnitlige vandmængde ved udmundingen er 86 m³/sek.
Den øvre floddal, omkring Petroșani og Lupeni, er Rumæniens vigtigste kulmineregion.

## Byer
Følgende byer ligger langs floden Jiu, fra kilden til mundingen: Petroșani (Jiul de Est), Lupeni (Jiul de Vest), Bumbești-Jiu, Târgu Jiu, Turceni, Filiași, Craiova.

## Bifloder
Følgende floder er bifloder til floden Jiu (fra kilden til udmundingen):
- fra venstre: Jiul de Est, Izvor, Polatiștea, Radul, Pârâul Alb, Păiușu, Chițiu, Sadu, Curpenoasa, Tetila, Iazu Topilelor, Hodinău, Amaradia (Gorj), Dâmbova, ȃădia, Cioța, Cioța, Cioța, Ciotiian, Cioti (Dolj), Preajba, Lumaș, Leu, Gioroc
- fra højre: Jiul de Vest, Cândețu, Murga Mică, Murga Mare, Dumitra, Cerbănașu, Bratcu, Porcu, Sâmbotin, Cartiu, Pietroasa, Șușița (Gorj), Tismana, Timișini, Jil Racovița, Argetoaia, Raznic, Tejac, Ulm, Prodila